# Andrus Aug
Andrus Aug (Tartu, 22 mei 1970) is een Estisch voormalig wielrenner. 

## Carrière
Andrus Aug reed tijdens zijn professionele loopbaan die duurde van 2001 tot 2007 uitsluitend voor Italiaanse ploegen: De Nardi, Domina Vacanze, Fassa Bortolo, Acqua & Sapone en Ceramica Flaminia. Bij de succesrijke Fassa Bortolo-ploeg, waarvoor hij in 2005 reed, mocht hij knechten voor wereldtoppers als Fabian Cancellara, Juan Antonio Flecha en Alessandro Petacchi. Dat jaar werd hij een keer uitgespeeld als kopman, namelijk in de Ronde van Trentino, en dat resulteerde meteen in een sprintzege in de vierde rit. 

## Overwinningen
2001
GP Istria 3
1e, 7e, 8e, 9e en 13e etappe Ronde van Marokko
1e en 5e etappe Koers van de Olympische Solidariteit
2002
GP Istria 4
9e etappe Vredeskoers
1e etappe Koers van de Olympische Solidariteit
2e etappe Ronde van Polen
4e etappe Ronde van Slowakije
GP Nobili Rubinetterie
2004
GP Rennes
2005
4e etappe Ronde van Trentino

## Resultaten in voornaamste wedstrijden
| Jaar | Ronde van Italië | Ronde van Frankrijk | Ronde van Spanje |
| ---- | ---------------- | ------------------- | ---------------- |
| 2003 | buiten tijd      |                     |                  |
| 2004 | opgave           |                     |                  |
| 2005 |                  |                     |                  |

| Jaar | Milaan-San Remo | Ronde van Vlaanderen |
| ---- | --------------- | -------------------- |
| 2003 |                 |                      |
| 2004 | 169e            |                      |
| 2005 |                 | 78e                  |

Aug ·
Ballan ·
Brasi · 
Bulgarelli · 
Cadamuro · 
Dubos · 
Fadrny · 
Gazi ·
Gobbi ·
Hecl ·
Klucka ·
Kohut ·
Kokorine · 
Kováč · 
Kranjec ·
Kružić · 
Miorin · 
Ongarato ·
Palumbo · 
Pidhorny · 
Prázdnovský ·
Šipeky · 
Testi ·
Valach ·
Wielinga
Aug ·
Cadamuro · 
Carrara · 
Colleoni ·
Fadrny · 
Gasparre ·
Giordani ·
Gobbi ·
Hontsjar ·
Miorin · 
Noeritdinov ·
Palumbo · 
Rossi · 
Wegelius ·
Zanotti ·
Bonfanti (stagiair) ·
Jurčo (stagiair) ·
Vanotti (stagiair)
Aug ·
Bajenov · 
Cardellini · 
Cipollini ·
Clinger ·
Colombo · 
Derganc ·
Fagnini ·
Failli ·
Fischer ·
Galletti ·
Gentili ·
Giunti ·  
Iannetti ·
Jones · 
Kolobnev · 
Lombardi ·
Marinangeli ·
Mori ·  
Naudužs ·
Scarponi ·
Scirea ·
Secchiari ·
Simeoni ·
Valoti ·
Agnoli (stagiair) ·
De Fino (stagiair)
Aug · Baldato · Bernucci · Bossoni · Bruseghin · Cancellara · Chicchi · Codol · Corioni · Facci · Flecha · Frigo · Giunti · Hauptman · Hoestov · Kirchen · Larsson · Nibali · Ongarato · Petacchi · Petito · Sacchi · Sánchez · Siwtsow · Tosatto · Velo